# ゴッサム市警察
ゴッサム市警察（ゴッサムしけいさつ、英：Gotham City Police Department、略称：GCPD）は、DCコミックスのアメコミ『バットマン』などに登場する架空の都市「ゴッサム・シティ」の警察組織。

## 概要
バットマンが守る「ゴッサム・シティ」の警察組織だが、バットマンは警察の人間ではなく、また法の番人というわけでもないため、彼ら全員がバットマンの味方というわけではない。
『バットマン』シリーズではバットマンやそのサイドキック、もしくはヴィランたちに注目が集まるが、『ゴッサム・セントラル』(en:Gotham Central)では、メインキャラクターとして描かれている。
また、ヴィラン事件が多い町のためか、ヒーローになる者も少なくない。

## 警察関係者一覧
ジェームズ・ゴードン
サラ・エッセン
初出：Batman #405(1987年)
ゴッサム市警察の元職員で、ジェームズ・ゴードンの妻。ジョーカーによって殺されてしまう。
『GOTHAM/ゴッサム』では、ジェームズ・ゴードンの上司として登場。演じるのはザブリナ・ゲバラ（吹き替えは土井真理）。
ハーベイ・ブロック
初出：Detective Comics #441(1974年)
ゴードンの警察内部のライバルキャラクター（対比用のキャラクター）として登場する事が多い。
『GOTHAM/ゴッサム』では、ジェームズ・ゴードンとコンビを組むベテラン刑事として登場。演じるのはドナル・ローグ（吹き替えは仲野裕）。
マイケル・ワシントン・レーン
初出：Batman #666
ゴッサム市警察の元職員。息子や妻を失い、精神疾患により警察を辞める。その後、二代目アズラエルとなる。
レニー・マリア・モントーヤ
初出：Batman #475(1992年)
ゴッサム市警察の元職員。後に二代目クエスチョンとなる。
元はアニメ『バットマン』のキャラクター。
『GOTHAM/ゴッサム』にも登場。演じるのはヴィクトリア・カルタヘナ（吹き替えは志田有彩）。
ケルヴィン・マオ
ゴッサム市警察の元特殊部隊員。後にバリスティックとなる。
クリスパス・アレン
初出：Detective Comics #742(2000年)
ゴッサム市警察の職員。
『GOTHAM/ゴッサム』にも登場。演じるのはアンドリュー・スチュワート＝ジョーンズ（吹き替えは綿貫竜之介）。
ギリアン・B・ローブ
初出：Batman #404(1987年)
『GOTHAM/ゴッサム』では、当時のゴッサム市警察の本部長として登場。演じるのはピーター・スコラーリ。
『バットマン ビギンズ』『ダークナイト』でも、当時のゴッサム市警察の本部長として登場。演じるのはコリン・マクファーレン。
マッケンジー・ボック
初出　Detective Comics #681
ゴッサム市警察の刑事。本土と繋ぐ橋を破壊され、無法地帯と化したゴッサムで負傷者や病人の為の薬を手に入れる為に闇市場を取り仕切るペンギンを追跡する。
『THE BATMAN-ザ・バットマン』ではジムの上司である署長として登場。

### 別のバージョン
『ザ・バットマン』
イーサン・ベネット
ゴッサム市警察の元職員。後にクレイフェイスとなる。
エレン・イン
ゴッサム市警察の女性刑事。
『ダークナイト　ライジング』
ジョン・ブレイク
演 - ジョセフ・ゴードン=レヴィット | 日本語吹替 - 土田大
ゴッサム市警察の職員。
『GOTHAM/ゴッサム』
エドワード・ニグマ
演 - コーリー・マイケル・スミス | 日本語吹替 - 稲垣拓哉
ゴッサム市警察の検死官として登場。後にリドラーとなる。
レスリー・トンプキンス
演 - モリーナ・バッカリン | 日本語吹替 - 松谷彼哉
ゴッサム市警察の監察医として登場。